# Dimtscho Beljakow
Dimtscho Beljakow (auch Dimtscho Beliakow oder Dimtcho Beliakov geschrieben, bulgarisch Димчо Беляков; * 6. Oktober 1971 in Goze Deltschew) ist ein ehemaliger bulgarischer Fußballspieler.

## Karriere
Beljakow begann seine Karriere bei Pirin Goze Deltschev. Über Pirin Blagoewgrad, Belasiza Petritsch, Gaziantepspor und Litex Lowetsch kam er 1999 als amtierender Torschützenkönig der bulgarischen Liga für 1,3 Millionen Mark zum 1. FC Nürnberg.
Von 1999 bis 2001 absolvierte er 47 Zweitligaspiele, in denen ihm 18 Tore gelangen.
2001 ging er zu Rot-Weiß Oberhausen, wo er in 64 Spielen ebenfalls 18 Treffer erzielte. 2003 wechselte er wieder in die Heimat zu Litex Lowetsch. Bei Brestnik 1948 ließ er dann seine Karriere ausklingen.

## Titel / Erfolge
- Bulgarischer Meister mit Litex Lowetsch 1998, 1999
- Bulgarischer Pokalsieger mit Litex Lowetsch 2004
- Torschützenkönig der Bulgarischen Liga 1999 (21 Tore)
- Aufstieg in die Bundesliga mit dem 1. FC Nürnberg 2001